# Charles Armand
Charles Armand est un peintre français né à Bar-le-Duc en 1645, et mort Paris le 18 février 1720.

## Biographie
Charles Armand a été reçu comme peintre d'histoire à l'Académie royale de peinture et de sculpture en 1673 avec le tableau représentant Pomone et Vertumne.
Il a exposé au Salon un tableau représentant Moïse en 1699, des paysages en 1704. Il a imité Rembrandt dans des représentations de vies de saints.